# SRWare Iron
SRWare Iron – alternatywa przeglądarki internetowej Google Chrome stworzona przez niemiecką firmę SRWare. Bazuje on na kodzie źródłowym silnika chrominium wolnego oprogramowania, tego samego którego używa również Google w swojej przeglądarce, na zasadach licencji BSD w ramach projektu Chromium.
Pierwszą wersję SRWare Iron wydano 18 września 2008 roku, w odpowiedzi na niezadowolenie użytkowników programu Chrome wynikające z prowadzonej przez firmę Google polityki prywatności, a także z powodu negatywnej opinii wystawionej przeglądarce Chrome przez niemieckie Federalne Biuro ds. Bezpieczeństwa Informacji. W przeglądarce Iron usunięto następujące funkcje: Client-ID (nadawanie unikalnego identyfikatora użytkownikowi), Timestamp (przechowywanie dokładnej daty instalacji), podpowiedzi wyszukiwania, alternatywne strony błędów, raportowanie błędów, RLZ-Tracking (przesyłanie zaszyfrowanej daty pobrania aplikacji), Google Updater oraz URL-Tracker.
W chwili obecnej przeglądarka dostępna jest w językach: niemieckim, angielskim, włoskim, polskim oraz węgierskim. SRWare Iron jest także pierwszą przeglądarką bazującą na kodzie źródłowym Chromium, która ma wbudowaną funkcję blokowania reklam. Można pobrać też wersję Iron niewymagającą instalacji w systemie, ang. portable.